# Кокінешть
Кокінешть, Кокінешті (рум. Cochinești) — село у повіті Арджеш в Румунії. Входить до складу комуни Столніч.
Село розташоване на відстані 106 км на захід від Бухареста, 32 км на південь від Пітешть, 80 км на схід від Крайови, 136 км на південний захід від Брашова.

## Населення
За даними перепису населення 2002 року у селі проживали 666 осіб, усі — румуни. Усі жителі села рідною мовою назвали румунську.